# Effie Hegermann-Lindencrone
Effie Frederikke Nicoline Octavia Hegermann-Lindencrone (Hillerød, 27 de agosto de 1860-Frederiksberg, 17 de diciembre de 1945) fue una artista de pintura sobre porcelana danesa, considerada la más notable de su país. Dedicó toda su vida a la decoración de porcelana en la fábrica de Bing & Grøndahl. Adoptó el estilo art nouveau, con temas como las plantas acuáticas, algas, pájaros y peces, a menudo representados en escenas talladas en sus jarrones. Su obra está incluida en las colecciones de varios museos de arte, incluida la Galería Nacional de Dinamarca, el Museo Victoria and Albert y el Instituto de Arte de Chicago.

## Biografía
Nació el 27 de agosto de 1860 en Hillerød, era hija de Diderik William Hegermann-Lindencrone ((1817-1885) y Amalie Wilhelmine Sehested (1831-1928). Mientras estudiaba en la Escuela de Artes y Oficios para Mujeres con Pietro Krohn, conoció a Fanny Garde, quien se convirtió en su compañera de toda la vida.
Junto con Garde, en 1885 trabajó en la fábrica de cerámica de G. Eifrig en Valby antes de incorporarse a la fábrica de Bing & Grøondahl al año siguiente, donde decoraron el Heron Set, siendo pionera en la técnica de subesmaltado de la firma. El conjunto se exhibió con éxito en la Exposición Nórdica de Copenhague en 1888 y en la Exposición Universal de París en 1889. Como resultado, la empresa pudo desarrollar el subesmaltado como su enfoque principal, popularizando su porcelana azul transparente.
A partir de entonces, las dos compañeras fueron empleadas de forma permanente en Bing & Grøndahl's donde compartieron un estudio, convirtiéndose en excepciones femeninas a un trabajo que en aquella época solía ser realizado por hombres. Sin duda influenciada por el director de la fábrica, Jens Ferdinand Willumsen, desarrolló su propio estilo decorativo más plástico, siendo pionera en el uso de plantas como tema en la porcelana vidriada. Desarrolló el tallado en porcelana como medio para enfatizar sus diseños. En el siglo XX, pasó a trabajar en formas escultóricas más libres con algas, pájaros y peces en sus diseños de jarrones.
En 1907 recibió la Beca Hirschsprung y en el mismo año se convirtió en miembro de la junta de la Escuela de Dibujo e Industria del Arte para Mujeres.
Hegermann participó en exposiciones de Bing & Grøndahl a lo largo de los años, incluidas las de Berlín (1910-1911) y Nueva York (1927). En la Exposición Universal de París de 1925, recibió el Diplôme d'honneur por una colección de esculturas de porcelana modeladas libremente, que fueron adquiridas para varios museos de artes decorativas extranjeros. Sus obras se exhiben en varios museos de arte importantes: Galería Nacional de Dinamarca, el Museo Victoria and Albert y el Instituto de Arte de Chicago.
Effie Hegermann-Lindencrone murió en el distrito de Frederiksberg de Copenhague el 17 de diciembre de 1945 y fue enterrada en el cementerio Garrison de Copenhague.

## Galería

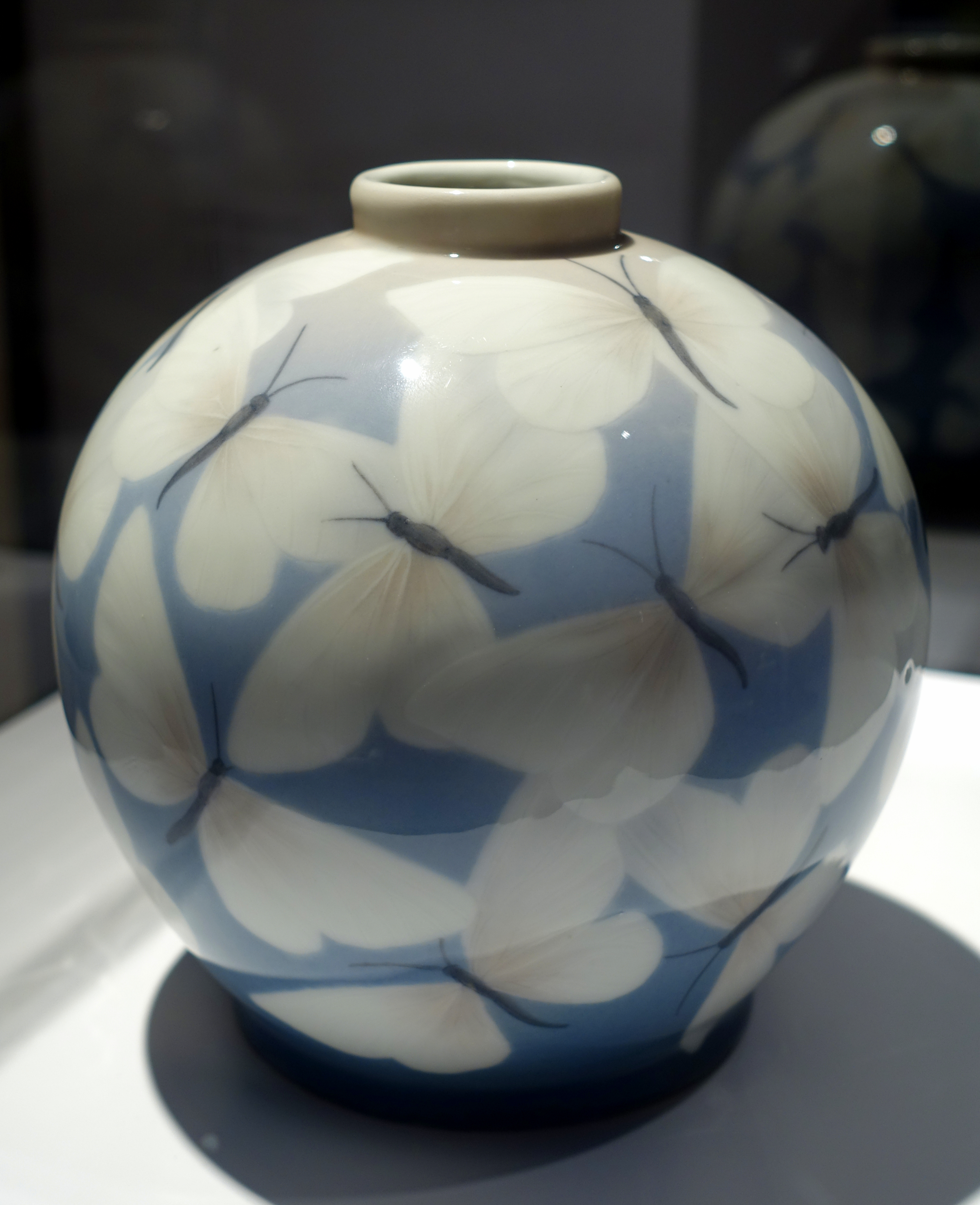
Jarrón diseñado por August F. Hallin y Effie Hegermann-Lindencrone (1896)
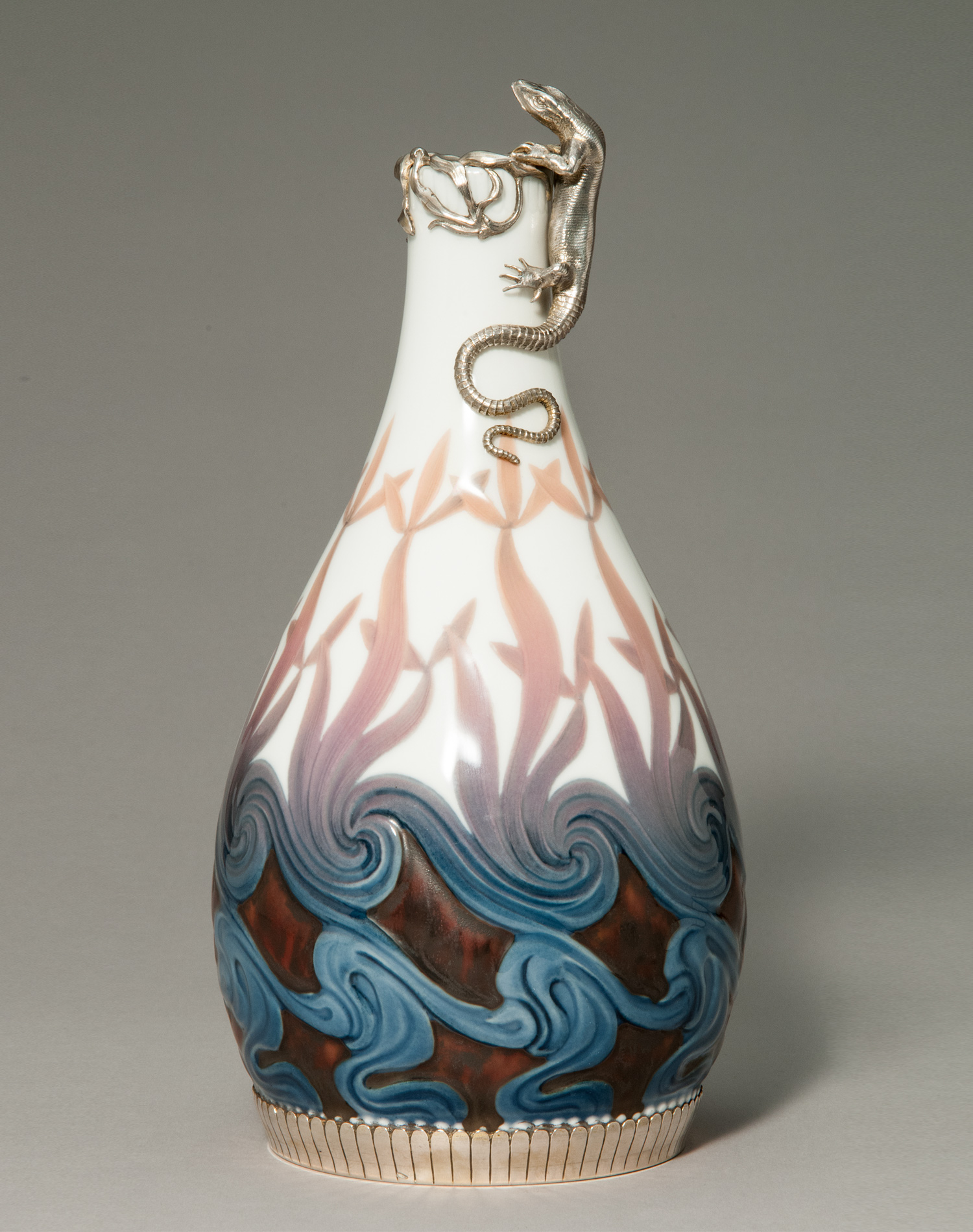
Jarrón con lagarto de Effie Hegermann-Lindencrone (c.1902)
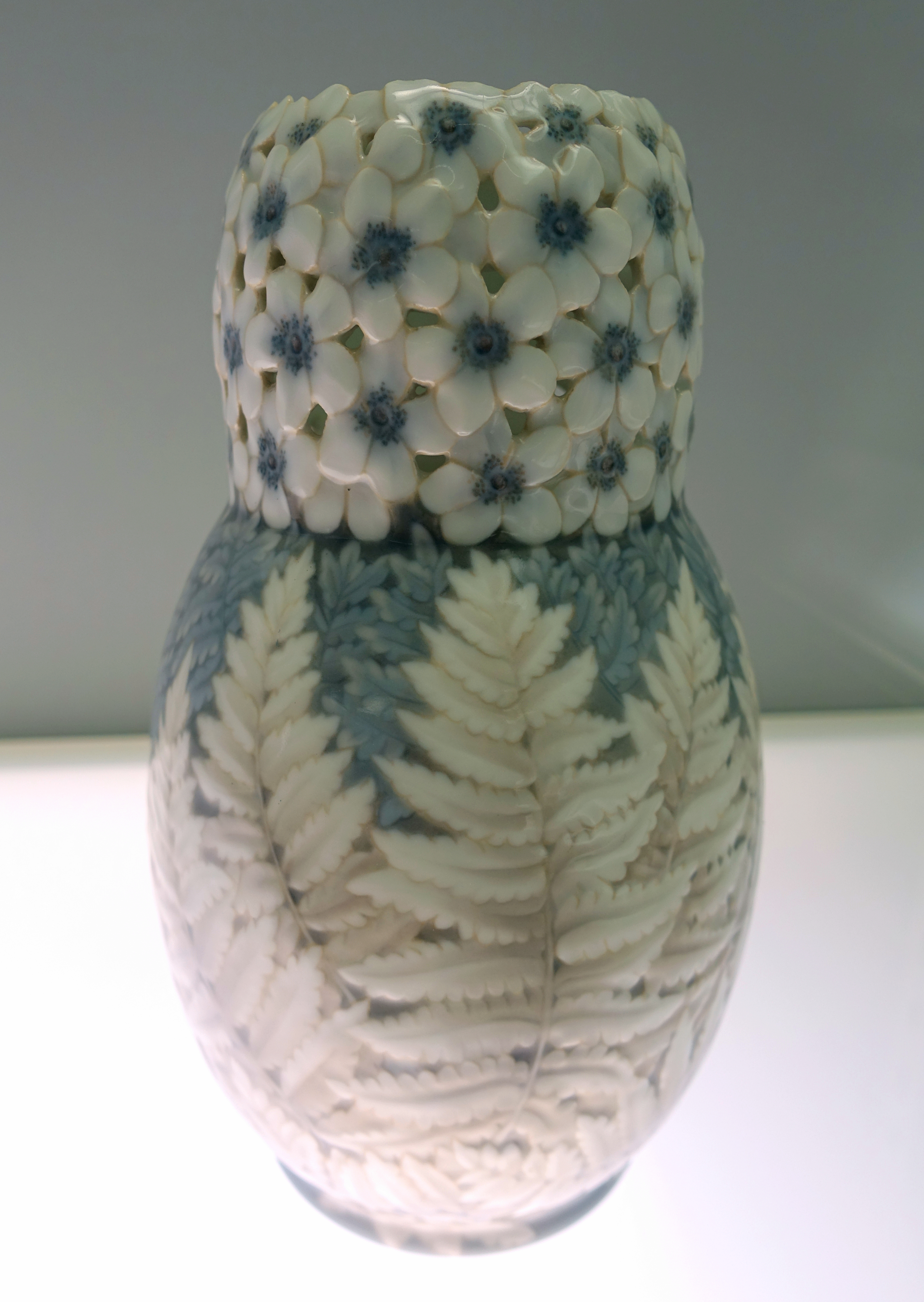
Jarrón con flores y hojas de helecho de Effie Hegermann-Lindencrone (1907)
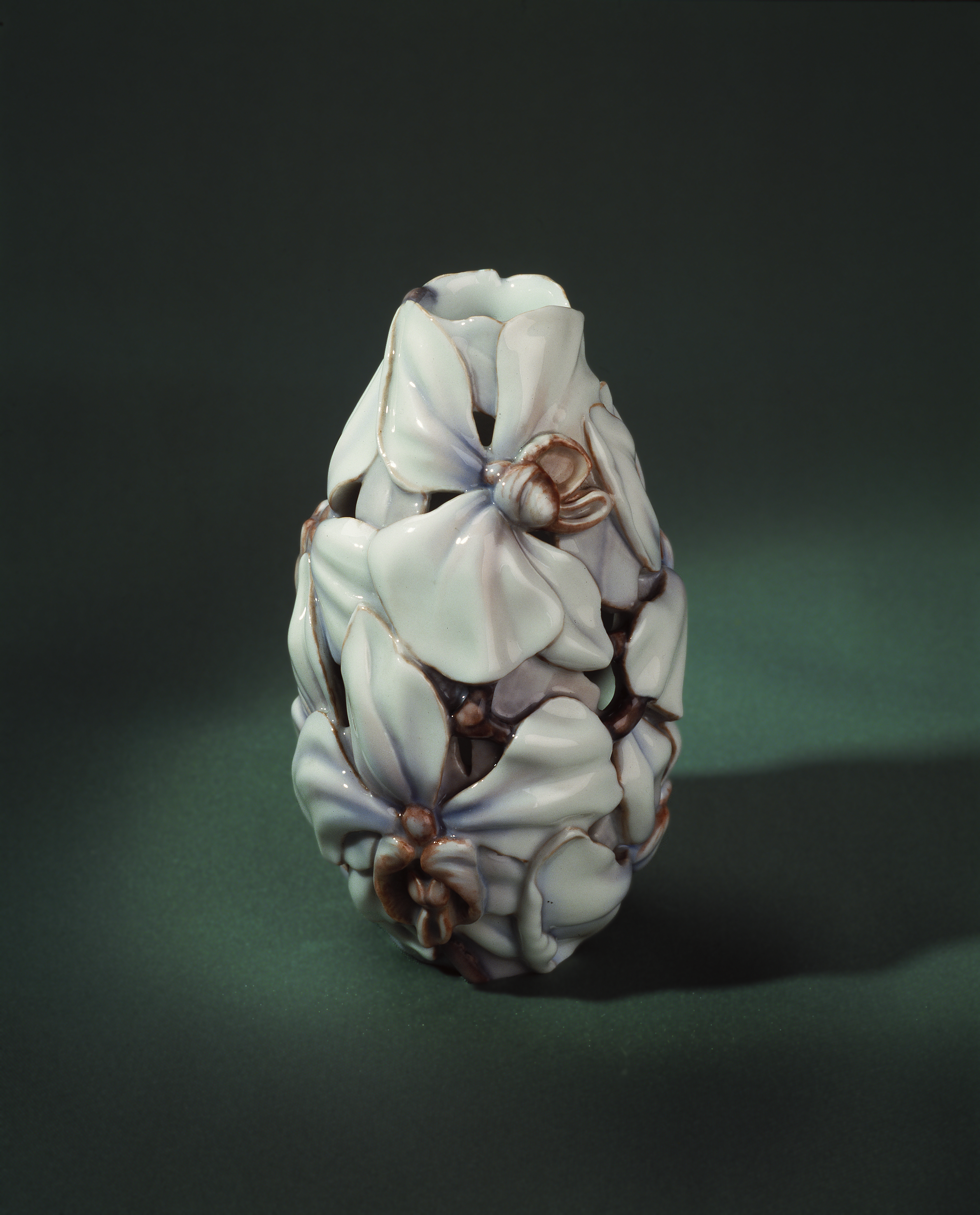
Jarrón diseñado por Effie Hegermann-Lindencrone (década de 1910)
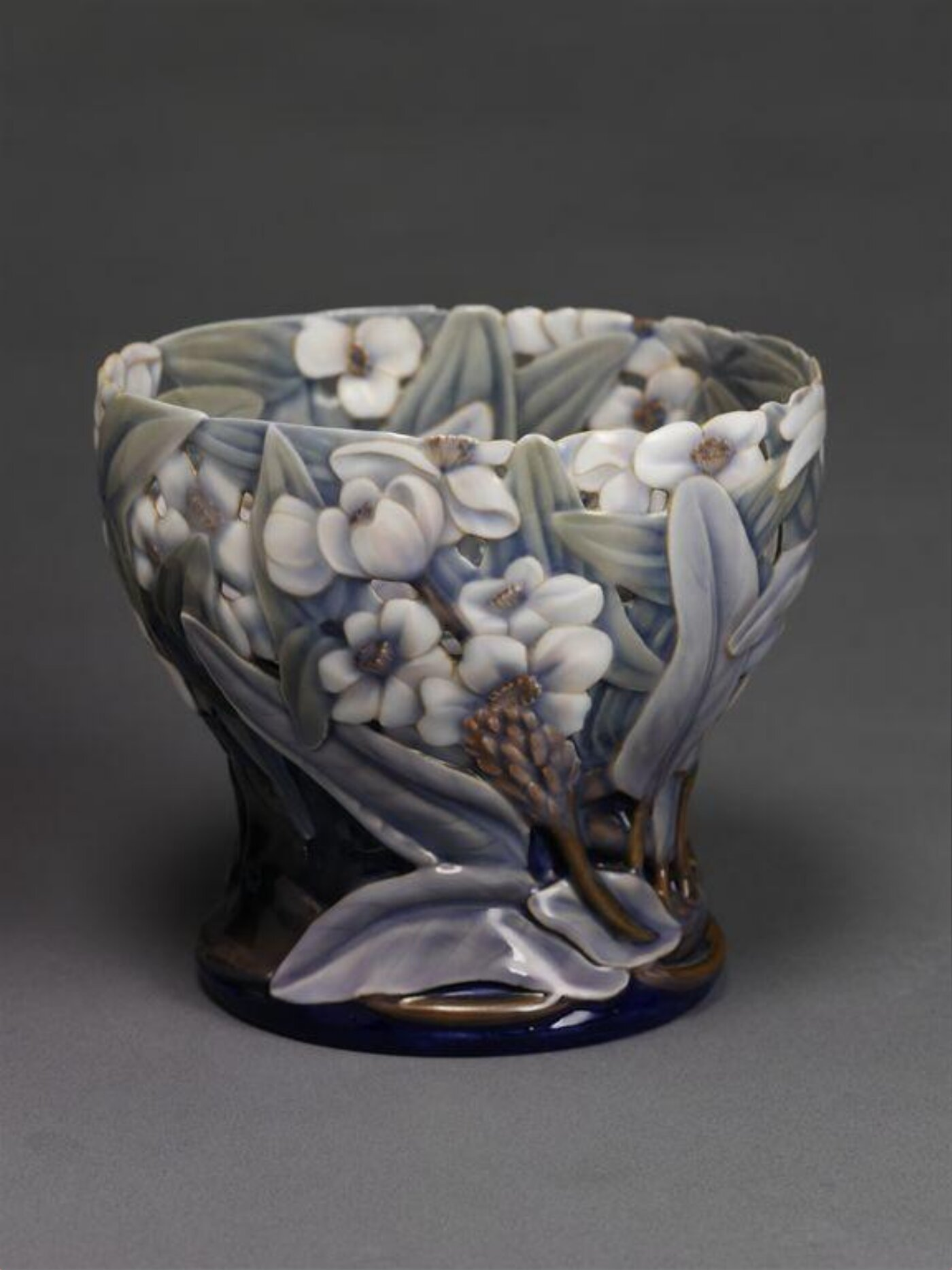
Cuenco diseñado por Effie Hengermann-Lindencrone con follaje y libélula (1917)